# Ridgely (Maryland)
Ridgely es una localidad en el Condado de Caroline, Maryland, Estados Unidos. Su población era de 1,352 según el censo del año 2000. Su Código Postal principal es el 21660, pero tiene asignados otros ocho códigos postales de prefijo "216", debido a su estatus de ser la sede de varias compañías que reciben y envían ofertas por correo. Su primer prefijo de teléfono es 634 y el código de área es 410. La carretera Maryland Route 480 bisecciona la ciudad. El  Pelican Airport sirve la zona. Ridgely tiene la calle principal más ancha de todas las ciudades de Maryland; tuvo la consideración durante un tiempo de « The Strawberry Capital » (La Capital de la Fresa) y actualmente tiene un « Strawberry Festival » que se celebra en mayo.

## Geografía
Ridgely se ubica 38°56′42″N 75°53′1″O / 38.94500, -75.88361 (38.944896, -75.883489).
Según el United States Census Bureau, la ciudad tiene unas  1.1 millas cuadradas (2.8 km²), todo de tierra.

## Puntos de interés
- Adkins Arboretum
- « TheBenedictine School », una entidad residencial para la juventud considerablemente perjudicada, fundada en 1891 en una granja cercana a Ridgely.